# Гиммлер, Эрнст Герман
Эрнст Герман Гиммлер (нем. Ernst Hermann Himmler; 23 декабря 1905, Мюнхен — 2 мая 1945, Берлин) — немецкий государственный деятель и инженер, штурмбаннфюрер СС (1939). Младший брат рейхсфюрера СС Генриха Гиммлера. Дедушка политолога и писательницы Катрин Гиммлер.

## Биография
Родился в Мюнхене 23 декабря 1905 года. Отец — Гебхард Гиммлер (17 мая 1865 — 29 октября 1936), был учителем, мать — Анна Мария Гейдер (16 января 1866 — 10 сентября 1941). Родители Эрнста принадлежали к среднему классу и исповедовали католицизм, особенно набожной была его мать. У Эрнста были два старших брата Генрих Луитпольд и Гебхард Людвиг. В 1928 году окончил Мюнхенский технический университет по специальности инженер—электротехник.
1 ноября 1931 года вступил в НСДАП (партийный билет № 676.677). 1 июня 1933 года по личному распоряжению своего брата Генриха принят в СС без обязательной проверки кандидата в члены СС. Опять же при посредничестве брата получил престижную должность на радио в Берлинском отделе Имперского министерства народного просвещения и пропаганды. В 1939 году был принят в свежесформированные Войска СС, в том же году получил звание Штурмбаннфюрера CC и майора войск СС.
В последние дни войны был мобилизован для обороны Берлина. Командовал отрядом Фольксштурма и 2 мая 1945 года погиб при не до конца ясных обстоятельствах.. По версии его внучки Катрин, Гиммлер покончил с собой,  раздавив капсулу с быстродействующим ядом, спрятанную у него в коренном зубе.